# Pala dello Spedalingo
La Pala dello Spedalingo (o Pala di Ognissanti) è un dipinto a tempera su tavola (172x141,5 cm) di Rosso Fiorentino, databile al 1518, e conservato nella Galleria degli Uffizi di Firenze.

## Storia
L'opera venne commissionata da Leonardo Buonafede, "spedalingo", cioè rettore, dell'ospedale di Santa Maria Nuova a Firenze, con un contratto datato 30 gennaio 1518. Era destinata a un altare della chiesa di Ognissanti, secondo le volontà testamentarie di una vedova di origini catalane vissuta a Firenze, Francesca de Ripoll. La consegna era prevista entro la fine del giugno di quell'anno e il compenso pattuito era di 25 fiorini d'oro larghi; la cappella a cui era destinata la pala era la prima a sinistra dell'altare maggiore. Vasari racconta di un incidente avvenuto in corso di stesura dell'opera fra artista, qui alla sua prima prova su una pala d'altare, e committente: vedendo la tavola abbozzata il Buonafede scoprì come i santi sembrassero piuttosto "diavoli", e quindi "fuggì di casa e non volle la tavola, dicendo che lo aveva giuntato [cioè preso in giro]". Vasari stesso chiarisce che era abitudine però dell'artista accentuare le espressioni "crudeli e disperate" negli abbozzi, addolcendole poi durante la stesura.
Alla fine, con l'arbitrato di Francesco Granacci e Giuliano Bugiardini, la controversia venne risolta e lo spedalingo accettò l'opera, ma in cambio di un decurtamento del compenso di nove fiorini. Nonostante ciò la pala non arrivò mai nella cappella nella chiesa di Ognissanti, dove era originariamente destinata. Verso il 1525 l'ospedale decise di spedirla in una chiesetta di sua proprietà, tra le montagne del Mugello, a Grezzano, dove decorò l'altare della chiesa di Santo Stefano. In quell'occasione fu fatta una nuova cornice nella bottega di Ridolfo del Ghirlandaio, dove forse si ritoccarono anche i santi e le figure del Bambino (disposizione degli occhi), della Vergine (mani) e di san Girolamo (panneggio).
Arrivata in galleria nell'anno 1900, fu restaurata nel 1995.

## Descrizione
Si tratta di una sacra conversazione, con al centro la Madonna, seduta sullo sfondo di un damasco dorato, che tiene in braccio il Bambino e conversa con quattro santi attorno a lei. A sinistra si vede san Giovanni Battista, patrono di Firenze e titolare della cappella in Ognissanti, seguito da sant'Antonio Abate, protettore degli animali e quindi adatto alla località di campagna, e, sull'altro lato, da santo Stefano, titolare della chiesa di Grezzano, con la pietra della lapidazione in testa, e uno scheletrico san Girolamo col libro, col ventre incavato, lo sterno, le costole e le clavicole ben in vista, la magrezza estrema del collo e del braccio, rivelando un legame con gli studi anatomici che all'epoca si iniziavano ad effettuare sui cadaveri. I due santi centrali, come hanno dimostrato anche le radiografie, erano nella prima stesura san Benedetto, protettore del padre di una vedova che aveva lasciato i suoi beni all'ospedale, e san Leonardo, omonimo del Buonafede, i cui ceppi si intravedono ancora nell'ombra dietro la testa della Vergine. Per modificarli venne aggiunto un Tau sulla veste di Benedetto e un sasso sulla testa di Leonardo, nascondendo i ceppi in un'ombra indefinita.
Ai piedi di Maria, seduti su un gradino, si trovano due squisiti angioletti, presi nella lettura di un libro, che sembrano estranei alla generale inquietudine dei santi.

## Stile

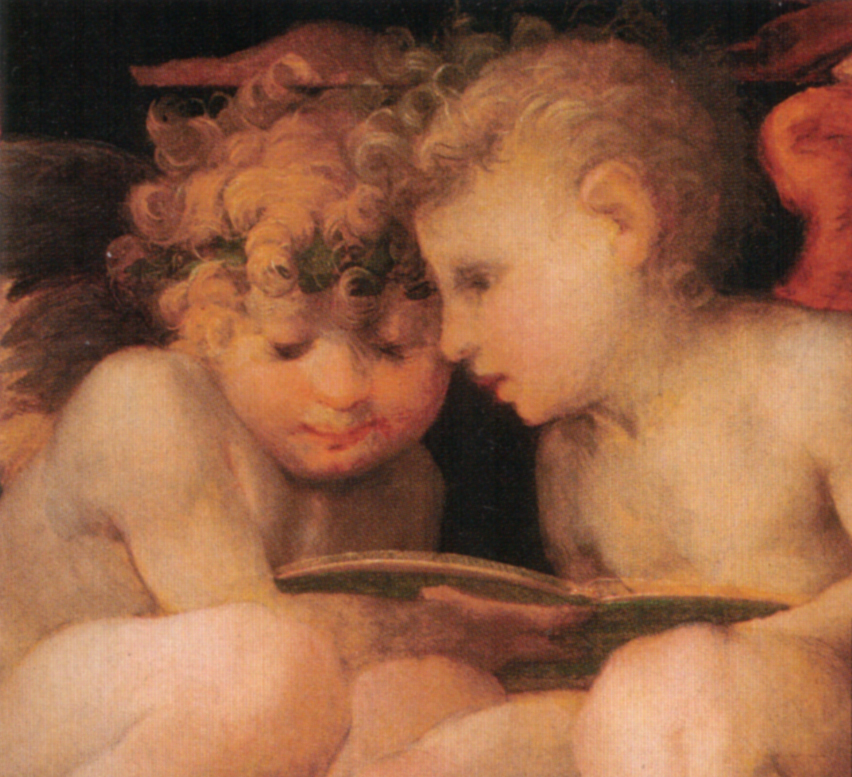
Gli angioletti

La composizione è semplificata e si ispira alle pale fiorentine del Quattrocento, come la Pala di Sant'Ambrogio di Botticelli (1470). Nuova è però l'eliminazione di qualsiasi gerarchia tra la Vergine e i santi: essa infatti non è come di consueto in posizione dominante, ma è inserita al centro del gruppo in uno spazio circoscritto. Inoltre, a differenza di quello che andava facendo Pontormo in quegli stessi anni in opere come la Pala Pucci, Rosso tese a chiudere la composizione su sé stessa, anziché aprirla verso l'esterno o, tantomeno, mantenere la classica scansione ritmata. Come per Pontormo la spazialità appare compressa, con una forte riduzione della profondità.
Gli effetti spigolosi e scabri furono ispirati invece dall'osservazione di lavori scultorei, come i rilievi dell'ultimo Donatello nei pulpiti della Passione e della Resurrezione in San Lorenzo.
I santi hanno infatti volti incupiti da ombreggiature molto marcate, con sguardi privi di serenità, ora interrogativi, ora attoniti, all'insegna di un senso generale d'inquietudine, sottolineata anche dalla gestualità. Nel san Girolamo ad esempio si notano già caratteristiche che verranno sviluppate nelle opere future, come l'espressività caricata nella posa e nel volto (si è parlato di espressione "crudele e disperata"), nonché una sfaccettatura dei volumi che esaspera le forme. A una ricerca in tale senso va ascritta anche l'accentuazione delle ombre attorno agli occhi, così antinaturalistica: nel caso del Bambino tale evidenza è però dovuta al riaffiorare di un pentimento, forse corretto all'epoca della risistemazione dei santi: di occhi, infatti, il Bambino Gesù ne ha ben quattro.
Tali caratteristiche sottilmente inquietanti appaiono però mitigate dalla dolcezza di alcune figure, come quelle degli angioletti, o dalla ricchezza cromatica, con effetti cangianti.